# マージョリー・シーウェル・コートレイ
マージョリー・シーウェル・コートレイ（Marjorie Sewell Cautley、1891年 - 1954年）は、20世紀初頭からアメリカで活躍した女性造園家で、サニーサイドガーデン（ニューヨーク・クイーンズ）やラドバーン（Radburn、ニュージャージー州ピッツバーグ）など、ヘンリー・ライトとクラレンス・スタインらの設計した住宅地の造園設計で知られる。

## 経歴
1924年に、彼女はスタインとライトのガーデンシティの動きをバックアップする博愛主義者の開発者アレクサンダー・ビンクらに事業の参加を誘われ、彼らと一緒に彼女はニュージャージー州フェアローン他ニューヨークでの彼らの仕事すべてと、そしてラドバーンにサニーサイドガーデン、フィップス・ガーデン・アパート（1930、1935）、そしてヒルサイドホームズ（1935）に取り組んだ。コートレイはこれらのプロジェクトでネイティブな植物の選択と旨とし、家族を中心にプライベートガーデンが配向され、その上に内部共有スペースを作成し、地形の特徴を通じてコミュニティ意識の向上を図った。
彼女はまた、コロンビア大学やマサチューセッツ工科大学で非常勤講師として、サイト計画とランドスケープデザインを教えていく。
これら大学などでの講義の他、ニューハンプシャー州の一般市民の保存団体の活動支援にも尽力した。
1935年に、ニューハンプシャー州の州立公園でCCCのプロジェクトを監督した。同年から景観構成に適用されるような抽象的なデザインの原則など、数々の雑誌のために論文や、ガーデンデザインに関する執筆を行っており、中でもフィラデルフィアの荒廃した地域のための改修の方法に焦点を当てた論文は、ペンシルベニア大学から1943年に都市計画の修士号を贈られている。1937年から病気に襲われ入院をしていたが、彼女は記事を書き続けて研究に励んでいた。
彼女の論文の一部は、アメリカの都市の資料としてコロンビア大学などに寄贈されている。

## 参考
- Marjorie Sewell Cautley Alphascript Publishing ISBN 6132629351